# Oskar Dressel

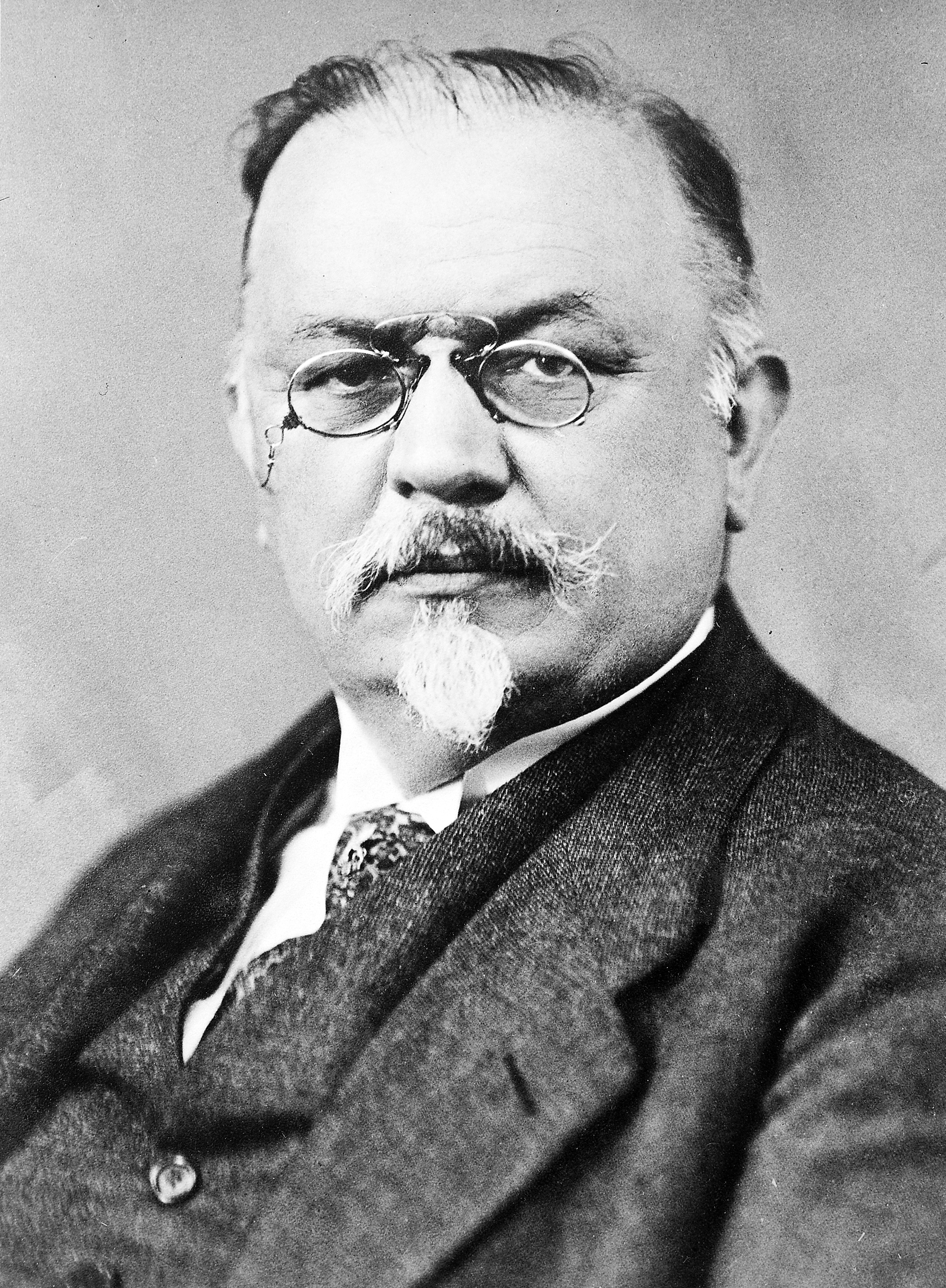
Oskar Dressel

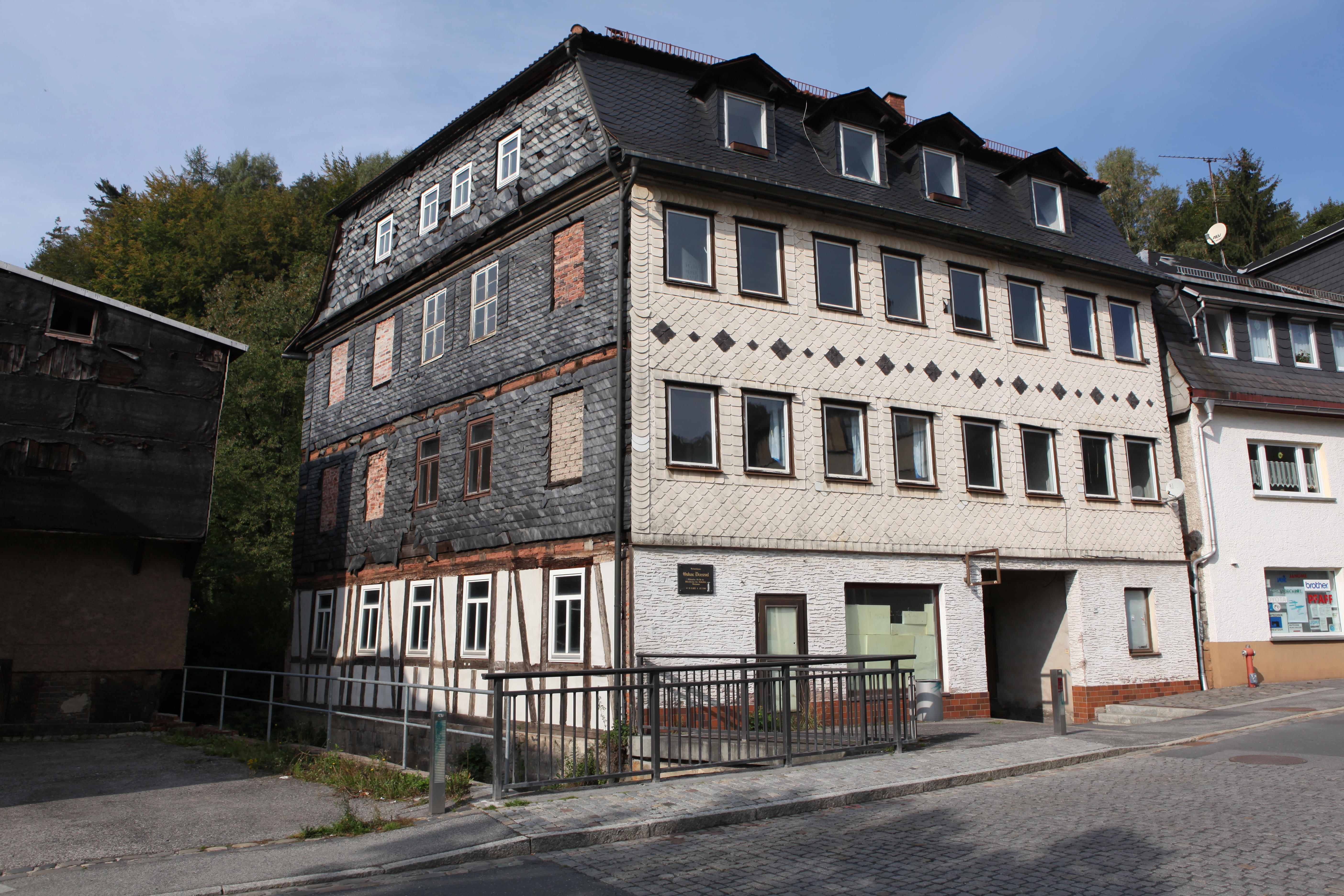
Geburtshaus in Sonneberg, Untere Marktstraße 34

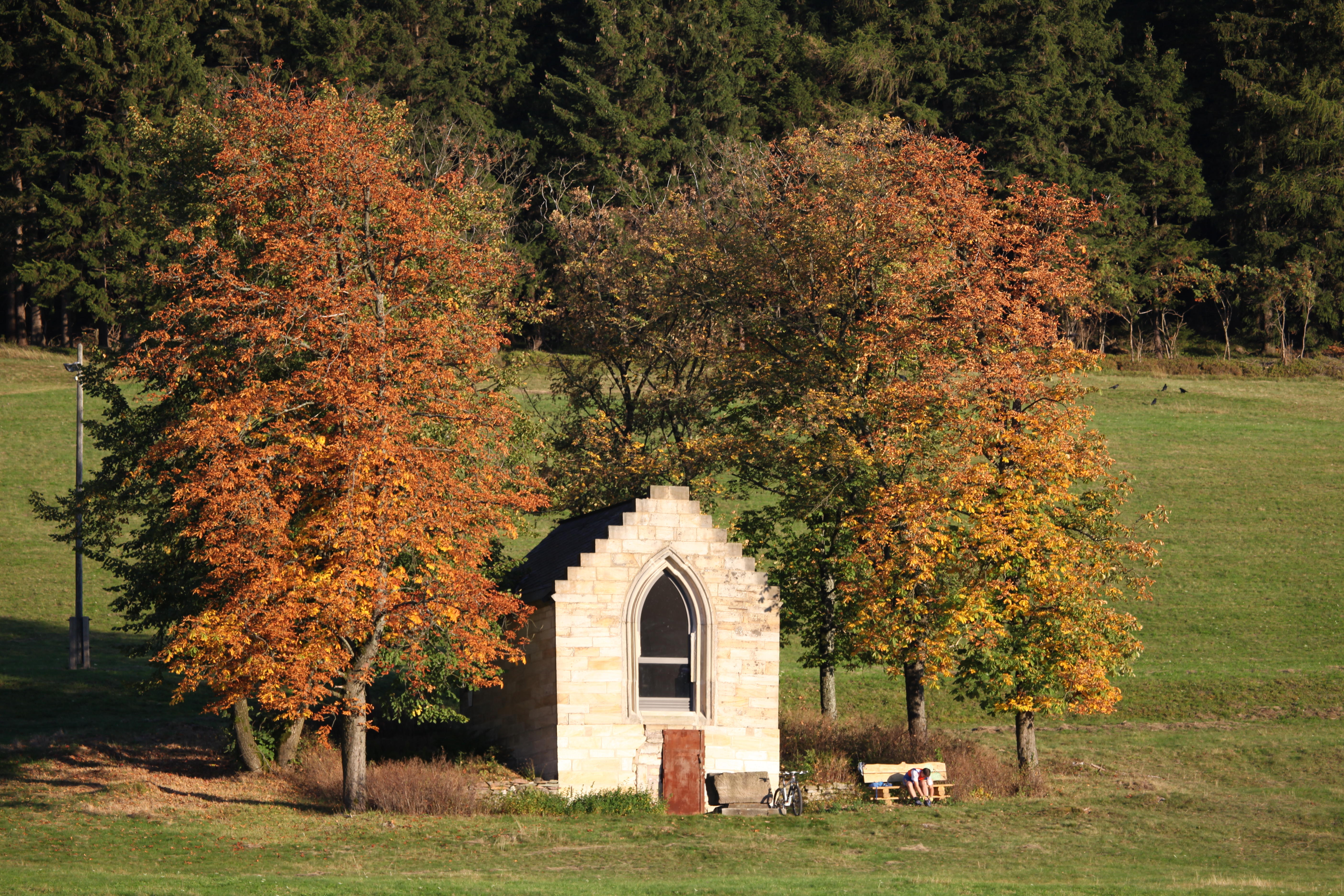
Letzte Ruhestätte: Gruftkapelle der Familie Greiner in Limbach

Oskar Dressel (* 19. September 1865 in Sonneberg; † 12. Februar 1941 in Bonn) war ein deutscher Chemiker und Forscher auf dem Gebiet der Azofarbstoffe. Ihm gelang die chemische Darstellung des Medikamenten-Wirkstoffs Suramin (Germanin), mit dem die Schlafkrankheit besiegt wurde. 

## Leben
Oskar Dressel wuchs mit drei Geschwistern in Sonneberg im Herzogtum Sachsen-Meiningen auf. Sein Urgroßvater war Gotthelf Greiner, der Erfinder des Limbacher Porzellans und Gründer der Porzellanfabrik Limbach AG, die von 1772 bis 1944 existierte. In Sonneberg besuchte er die Grundschule und die Gewerbeschule. Mit seiner Heimatstadt verband ihn unter seinem Couleurnamen „Faust“ die Mitgliedschaft in der Ferialverbindung „Solmontia zu Sonneberg“, der auch der fast gleichaltrige, in der Nachbarschaft aufgewachsene Reinhold von Walther angehörte. Über das Gymnasium in Erfurt kam er zum Studium an der Ruprecht-Karls-Universität Heidelberg, der Ludwig-Maximilians-Universität München und der Universität Leipzig. In Leipzig wurde er 1889 als Chemiker promoviert. Seine berufliche Laufbahn begann zunächst in Görlitz. 1891 wechselte er zum Chemie-Unternehmen Friedrich Bayer & Co. nach (Wuppertal-) Elberfeld. In einer langjährigen, überaus erfolgreichen Arbeitsgemeinschaft mit seinem Freund und Forscherkollegen Richard Kothe (1863–1925) entdeckte und entwickelte er mehr als fünfzig verschiedene synthetische Farben.
Nachdem sich das Unternehmen Bayer 1904 der ersten Interessengemeinschaft der Teerfarbenindustrie  angeschlossen hatte, begann das Forscherteam zunehmend auf dem Gebiet der Heilmittelforschung zu arbeiten. Mitten im Ersten Weltkrieg gelang Oskar Dressel in Zusammenarbeit mit Richard Kothe und dem Mediziner Wilhelm Roehl 1916 die Synthese des Wirkstoffs für das Medikament Bayer 205, dem ersten wirksamen Heilmittel gegen tropische Trypanosomen-Krankheiten.
Für seine Forschungsergebnisse wurde Oskar Dressel zum Prokuristen der 1925 gegründeten I.G. Farben AG ernannt. Der Verein Deutscher Chemiker ehrte ihn 1924 mit der Adolf-von-Baeyer-Denkmünze (gemeinsam mit Kothe und Bernhard Heymann, der als Laborleiter an der Suramin-Entwicklung beteiligt war), und die medizinische Fakultät der Universität Leipzig verlieh ihm die Ehrendoktorwürde. Nach 40-jähriger Unternehmenszugehörigkeit ging Oskar Dressel 1931 in den Ruhestand. Bis zu seinem Tod wohnte er in Köln und in Bonn. Seine letzte Ruhestätte fand er in der Greiner'schen Familiengruft am Petersberg im jetzigen Steinheider Ortsteil Limbach.